# Parascolopsis inermis
Parascolopsis inermis is een straalvinnige vissensoort uit de familie van valse snappers (Nemipteridae). De wetenschappelijke naam van de soort is voor het eerst geldig gepubliceerd in 1843 door Temminck & Schlegel.